# Bengt Kredell
Bengt John Edvard Kredell, född 10 augusti 1928 i Maria Magdalena församling, död 2 januari 2007 i Västerås domkyrkoförsamling, var en svensk elektroingenjör, industriforskare och företagsledare. 
Innan Kredell inledde sin karriär vid Asea 1958 hade han varit anställd vid FOA och SAAB. Han tog civilingenjörsexamen i elkraftteknik 1951 vid Kungliga Tekniska högskolan och blev teknologie licentiat 1953. Efter olika uppdrag på Asea blev han 1984 vice verkställande direktör där med ansvar för Aseas forskning och produktutveckling. Han invaldes 1976 som ledamot av Kungliga Ingenjörsvetenskapsakademien.